# Saint-Paul-Cap-de-Joux
 Saint-Paul-Cap-de-Joux là một xã thuộc tỉnh Tarn trong vùng Occitanie in miền nam nước Pháp. Xã này nằm ở khu vực có độ cao trung bình 155 mét trên mực nước biển.